# Rodriguezia cinnabarina
Rodriguezia cinnabarina är en orkidéart som beskrevs av Henry Gordon Jones. Rodriguezia cinnabarina ingår i släktet Rodriguezia och familjen orkidéer. Inga underarter finns listade i Catalogue of Life.